# Novaïa Ladoga
Novaïa Ladoga (en russe : Новая Ладога) est une ville de l'oblast de Léningrad, en Russie. Sa population s'élevait à 8 725 habitants en 2013.

## Géographie
Novaïa Ladoga est située à l'embouchure de la rivière Volkhov dans le lac Ladoga, à 140 km à l'est de Saint-Pétersbourg.
Elle fait partie du raïon de Volkhov.

## Histoire
Le monastère de Saint-Nicolas se trouvait sur le site de la ville moderne du XVe siècle, mais le village (sloboda) voisin fut longtemps éclipsé par la première capitale russe, Staraïa Ladoga, située à quelques kilomètres en amont. En 1704, Pierre le Grand, fit fortifier le monastère et ordonna à la population de Staraïa Ladoga de s'installer dans le village voisin. La nouvelle ville grandit en importance dans le cadre de la construction du canal Ladoga et de la voie navigable Volga-Baltique aux XVIIIe et XIXe siècles.
|  |

La ville joua un rôle fort important pendant le siège de Léningrad, car elle permettait de communiquer et d'accéder à la Route de la vie.

## Population
Recensements (*) ou estimations de la population
| 1825  | 1856  | 1897* | 1923* | 1926* | 1939* |
| ----- | ----- | ----- | ----- | ----- | ----- |
| 3 255 | 3 435 | 3 927 | 3 436 | 3 931 | 5 271 |

| 1943  | 1945  | 1949  | 1959* | 1970* | 1979* |
| ----- | ----- | ----- | ----- | ----- | ----- |
| 2 769 | 3 072 | 6 236 | 7 863 | 8 805 | 9 838 |

| 1989*  | 2002* | 2010* | 2012  | 2013  | 2023  |
| ------ | ----- | ----- | ----- | ----- | ----- |
| 11 310 | 9 920 | 8 839 | 8 767 | 8 725 | 7 239 |